# محمود المستيري
محمود المستيري ولد بتونس العاصمة يوم 25 ديسمبر 1929، وتوفي بها يوم 28 جوان 2006، سياسي، ودبلوماسي تونسي.

## نشأته
ينتمي محمود المستيري إلى عائلة تعود بجذورها إلى شبة الجزيرة العربية و شاركت في الفتوحات الاسلامية في الأندلس مع القائد موسي بن نصير و خلال السنة 93 للهجرة تم بناء مسجد المنستير لاريال في اسبانيا و استقرت العائلة في اسبانيا و بعد خروج المسلمين من الأندلس استقروا علي مناطق سواحل شمال افريقيا في تونس و الجزائر و المغرب و ليبيا و مصر و أكبر تجمعات كانت في تونس و قامو ببناء مدينة المنستير بالساحل التونسي، ومن هنا جاء لقب المستيري. وتعتبر عائلته من كبار الملاكين العقاريين بالعاصمة، أما والده فمدرس بجامع الزيتونة، وقد برز من إخوته أحمد المستيري الذي تولى عدة وزارات قبل يؤسس حركة الديمقراطيين الاشتراكيين المعارضة. وقد درس محمود المستيري باليسي كارنو، ثم بالمدرسة العلوية خلال الحرب العالمية الأولى. وبعد أن ختم تعليمه الثانوي بالحصول على شهادة الباكالوريا عام 1951 اتجه إلى فرنسا لمواصلة دراسته العليا، حيث درس الحقوق والعلوم السياسية بباريس واستكملها بمدينة ليون.

## الدبلوماسي
انتمى محمود المستيري عندما كان تلميذا إلى الحزب الحر الدستوري الجديد ونشط في الشبيبة الدستورية، وساهم آنذاك بالكتابة في جريدة الصباح، ثم تحمل وهو طالب رئاسة الشعبة التابعة لهذا الحزب بالعاصمة الفرنسية باريس. وبعد الاستقلال التحق بوزارة الشؤون الخارجية، ولم يبرحها إلى أن وصل سن التقاعد. في عام 1960 عين كاتبا لسفارة تونس بغانا ثم رئيس البعثة الخاصة التونسية في الكونغو وفي عام 1961 مساعدا لممثل الأمين العام للأمم المتحدة بنفس البلد. وعاد إلى تونس عام 1964. ثم عين سفيرا بكندا قبل أن ينتقل منها إلى بون. في 1973 تولى منصب كاتب عام للوزارة قبل أن تقع تسميته عام 1974 سفيرا بالعاصمة السوفيتية موسكو، وانتقل منها عام 1976 ليصبح ممثلا خاصا بالأمم المتحدة. وفي عام 1982 سمي كاتب دولة للشؤون الخارجية إلى عام 1986. وفي عام 1987 سمي من قبل الرئيس الحبيب بورقيبة سفيرا لتونس بباريس، لكن قبل أن يلتحق بمهامه، تمت تسميته من قبل الرئيس الجديد زين العابدين بن علي يوم 7 نوفمبر 1987 وزيرا للشؤون الخارجية، وقد بقي على رأس الدبلوماسية التونسية لمدة سنة، ثم عين سفيرا لتونس بالقاهرة، وبقي بهذا المنصب إلى عام 1990. ثم أحيل على التقاعد، قبل أن تقع تسميته عام 1994 من قبل الأمين العام للأمم المتحدة ممثلا له بأفغانستان ليقدم استقاله منها لأسباب صحية في 28 ماي 1996 

## الرياضي
لعب محمود المستيري ضمن شبان جمعية النادي الإفريقي خلال الاربعينات. وفي الستينات أصبح من ضمن الهيئة المديرة للنادي ، إلى أن آلت إليه خلال الرئاسة خلال الموسم 1966-1967 ثم عاد إليه نفس المنصب خلال الموسم 1986-1987

## إشارات مرجعية
1. ↑   http://www.rulers.org/2006-06.html. {{استشهاد ويب}}: |url= بحاجة لعنوان (مساعدة) والوسيط |title= غير موجود أو فارغ (من ويكي بيانات) (مساعدة)
2. 1 2 3  محمود المستيري نسخة محفوظة 2020-05-23 على موقع واي باك مشين.
3. ↑  وداعا محمــود المستيــري نسخة محفوظة 10 يناير 2015 على موقع واي باك مشين.

| سبقه الهادي المبروك | وزير خارجية (تونس) 1987- 1988 | تبعه عبد الحميد الشيخ |